# Tyrese Maxey
Tyrese Maxey (* 4. November 2000 in Dallas, Texas) ist ein US-amerikanischer Basketballspieler, der seit 2020 bei den Philadelphia 76ers in der National Basketball Association (NBA) unter Vertrag steht. Maxey ist 1,88 Meter groß und läuft meist als Point Guard auf. Er wurde im NBA-Draft 2020 von den Philadelphia 76ers an 21. Stelle der ersten Runde ausgewählt.

## Laufbahn
Der Sohn des ehemaligen Basketballspielers Tyrone Maxey (Washington State University) und späteren Trainers machte sich als Schüler im US-Bundesstaat Texas als Spieler der South Garland High School einen Namen. Im Jahr 2019 wurde er als Spieler des Jahres sowohl im Großraum Dallas-Fort Worth als auch im Bundesstaat Texas ausgezeichnet. Trainer John Calipari lockte ihn an die University of Kentucky. Calipari beeindruckte an dem Aufbauspieler insbesondere dessen Wettkampfgeist und Spielverständnis. In seinem ersten und einzigen Spieljahr an der University of Kentucky war Maxey 2019/20 gemeinsam mit dem Jamaikaner Nick Richards zweitbester Korbschütze der Hochschulmannschaft (14 Punkte/Spiel). Maxeys 98 Korbvorlagen, die er in 31 Einsätzen verbuchte, waren mannschaftsintern der zweithöchste Wert nach Ashton Hagans.
Anfang April 2020 erklärte er seine Hochschulzeit für beendet und kündigte seine Teilnahme am Draftverfahren der NBA an. Er machte es damit früheren Kentucky-Aufbauspielern wie Brandon Knight, Devin Booker and De’Aaron Fox gleich, die sich ebenfalls nach einem Lehrjahr unter John Calipari zum Wechsel ins Profigeschäft entschieden. Maxey wurde bei dem Verfahren im November 2020 von den Philadelphia 76ers (21. Stelle) ausgesucht.

### Nationalmannschaft
Maxey wurde 2018 mit der U18-Nationalmannschaft der Vereinigten Staaten Amerikameister. Im Februar 2019 nahm er am Nike Hoop Summit, einem Jugendvergleichsspiel zwischen den USA und einer Weltauswahl, teil.

## Erfolge und Auszeichnungen
- 1× NBA All-Star: 2024
- 1× Bob Lanier Community Assist Award: Saisonpause 2024

## Karriere-Statistiken

### NBA

#### Hauptrunde
| Saison   | Team         | GP  | GS  | MPG  | FG % | 3P % | FT %  | RPG | APG | SPG | BPG | PPG  |
| -------- | ------------ | --- | --- | ---- | ---- | ---- | ----- | --- | --- | --- | --- | ---- |
| 2020–21  | Philadelphia | 61  | 8   | 15.3 | .462 | .301 | .871  | 1.7 | 2.0 | 0.4 | 0.2 | 8.0  |
| 2021–22  | Philadelphia | 75  | 74  | 35.3 | .485 | .427 | .866  | 3.2 | 4.3 | 0.7 | 0.4 | 17.5 |
| 2022–23  | Philadelphia | 60  | 41  | 33.6 | .481 | .434 | .845  | 2.9 | 3.5 | 0.8 | 0.1 | 20.3 |
| 2023–24  | Philadelphia | 70  | 70  | 37.5 | .450 | .373 | .868  | 3.7 | 6.2 | 1.0 | 0.5 | 25.9 |
| Gesamt   | Gesamt       | 266 | 193 | 30.9 | .468 | .396 | .862  | 2.9 | 4.1 | 0.7 | 0.3 | 18.2 |
| All-Star | All-Star     | 1   | 0   | 17.0 | .600 | .500 | 1.000 | 3.0 | 3.0 | 0.0 | 0.0 | 10.0 |

#### Play-offs
| Saison  | Team         | GP | GS | MPG  | FG % | 3P % | FT % | RPG | APG | SPG | BPG | PPG  |
| ------- | ------------ | -- | -- | ---- | ---- | ---- | ---- | --- | --- | --- | --- | ---- |
| 2020–21 | Philadelphia | 12 | 0  | 13.0 | .439 | .333 | .636 | 1.8 | 1.3 | 0.3 | 0.5 | 6.3  |
| 2021–22 | Philadelphia | 12 | 12 | 40.4 | .484 | .377 | .940 | 3.5 | 3.9 | 0.8 | 0.2 | 20.8 |
| 2022–23 | Philadelphia | 11 | 11 | 38.5 | .427 | .400 | .903 | 4.8 | 2.3 | 1.4 | 0.5 | 20.5 |
| 2023–24 | Philadelphia | 6  | 6  | 44.5 | .478 | .400 | .893 | 5.2 | 6.8 | 0.8 | 0.3 | 29.8 |
| Gesamt  | Gesamt       | 35 | 23 | 32.5 | .458 | .389 | .870 | 3.6 | 3.1 | 0.8 | 0.4 | 17.8 |